# Arvicanthis nairobae
Arvicanthis nairobae é uma espécie de roedor da família Muridae.
Pode ser encontrada nos seguintes países: Quênia, Tanzânia e possivelmente na Etiópia.
Os seus habitats naturais são: savanas áridas.